# Dolmens de Roh-Du
Les dolmens de Roh-Du sont un groupe de trois dolmens situés à la Chapelle-Neuve, dans le Morbihan en France.

## Dolmen n°1
L'édifice est situé en forêt de Floranges, à environ 230 m à vol d'oiseau au nord-est du hameau de Roh-Du et environ 180 m au nord-ouest du hameau de Guernicolo (47° 50′ 21″ N, 2° 56′ 48″ O). L'édifice est classé au titre des monuments historiques par arrêté du 28 août 1934.
Le dolmen est un coffre mégalithique rectangulaire (1,80 m de long sur 0,80 m de large) délimité par trois orthostates. Il est orienté est/ouest. L'entrée est située à l'est. L'ensemble est recouvert d'une unique table de couverture. Le cairn est encore visible. Les dalles sont en granite feuilleté.

## Dolmen n°2
Le dolmen est situé à environ 500 m à l'ouest du dolmen n°1 (47° 50′ 21″ N, 2° 57′ 11″ O). C'est un dolmen simple dont l'architecture est similaire à celle du dolmen°1. C'est un coffre mégalithique rectangulaire (1,80 m de long, 0,80 m de large, sur 0,60 à 0,70 m de hauteur) délimité au nord et au sud par deux orthostates et à l'ouest par un muret en pierre sèche. Le dolmen ouvre à l'est, l'entrée est délimitée par un muret en pierre sèche. Le fond de la chambre correspond à un affleurement naturel rocheux qui a été aménagé. Aucune table de couverture n'est visible. Le cairn est de forme sub-rectangulaire. Il est délimité au nord et au sud par un mur de parement constitué de gros blocs.
Le dolmen a été fouillé en 1987 par Philippe Gouézin. Le matériel archéologique découvert correspond à des fragments de deux vases campaniformes. Le dolmen a été réutilisé à l'Âge du bronze, période où un coffre en pierre sèche a été aménagé à l'intérieur de la chambre, et à l'âge du fer. Au XVIIIe siècle, un forgeron s'est installé sur le site.

## Dolmen n°3
Le dolmen est situé à environ 250 m au nord-est du dolmen n°1 (47° 50′ 28″ N, 2° 56′ 41″ O). C'est le plus petit des trois dolmens. La chambre est de forme carrée (0,80 m sur 0,80 m). Il est sensiblement orienté nord-sud avec une ouverture au sud. La dalle de couverture est manquante. Les vestiges du cairn sont encore visibles.